# 古井贡酒
安徽古井貢酒股份有限公司（英語：Anhui Gujing Distillery Company Limited，深交所：000596/200596，简称：古井贡酒/古井贡B），在1996年由安徽古井集團有限責任公司分拆成立。現時業務为在中國內地和環球銷售及生產各種類型白酒、廢物回收、玻璃製品、包裝、酒店管理、物流等，但不包括工藝品、貿易、廣告等行業。而股份在1996年9月27日和6月12日於深圳證券交易所A股（人民幣結算）和B股（港元結算）上市。
總部位於安徽省亳州市谯城区古井镇。董事長為梁金辉，總經理為周庆伍。
古井贡酒是浓香型白酒，为中国地理标志产品。2016年古井贡酒收购特制黄鹤楼酒，将其版图扩展至清香型白酒。
2020年，公司实现营业收入102.92亿元，同比下降1.20%；实现净利润18.55亿元，同比下降11.58%。

## 外部連結
- 安徽古井集团（页面存档备份，存于）